# دومينيك شيل
دومينيك شيل (بالإنجليزية: Dominic Schell)‏ هو لاعب كرة قدم أمريكي في مركز الهجوم، ولد في 27 يوليو 1977 في دالاس في الولايات المتحدة. لعب مع كولومبوس كرو.

## وصلات خارجية
- دومينيك شيل على موقع الدوري الأمريكي (الإنجليزية)
- دومينيك شيل على موقع قاعدة بيانات كرة القدم.إي يو (الإنجليزية)